# Gyirva Vencel
Gyirva Vencel vagy Gyirwa Venczel, (17. század), a szatirikus deák versszerzés alakja, műfordító.

## Élete
Horányi és Sándor István szerint szatmári származású volt, Szabó Károly azonban azt tartja, hogy Teschenből, Morvaországból származott és azonos Tesseni Vencellel, aki a Magelona históriáját németből magyarra fordította. Még több olyan prózát vagy költeményt fordíthatott németből magyarra, melyek szintén a Brewer lőcsei nyomdájában jelentek meg.

## Művei
1. Christus Vrvnknak Szent Peterrel valo beszelgetese. Ez mostani világnak el-fordult és gonosz s veszedelmes állapottyáról. Szerzettetett Nyul Conradus által. Meg-forditotta penig… Németből Magyarrá az újság kévázóknak kedvekért. Lőcse, 1649 (A szerző nevét Hass Konrád magyarra fordította. Egyetlen ismert példánya az Erdélyi Múzeumban.)
2. Az Sybyllanak Jövendöleseröl, Es Salamon királynak böltsessegeröl. S tsuda dolgok tételekről, melyek löttenek: és kik még lejendnek ítélet nap előtt. Németből Magyarrá fordittatott… által. Lőcse, 1649 (Egyetlen csonka példánya az Erdélyi Múzeumban.)
Lásd még: A barokk kor magyar irodalma.

## Szakirodalom
- A magyar irodalom története II. Akadémiai Kiadó, Budapest, 1964
- Bod Péter, M. Athenas 92. l.
- Horányi, Memoria II. 54.
- Sándor István, M. Könyvesház 34., 260. l.
- Katona, Historia Critica XXXII. 908.
- Szabó Károly, Régi M. Könyvtár I. 350., 351. l.